# Кареткин, Вячеслав Андреевич
Вячесла́в Андре́евич Каре́ткин (1914 — 1982) — советский дипломат. Чрезвычайный и полномочный посланник II класса.

## Биография
На дипломатической работе с 1944 года.
- В 1944—1946 годах — сотрудник центрального аппарата НКИД СССР.
- В 1946—1948 годах — сотрудник миссии СССР в Швейцарии.
- В 1948—1950 годах — сотрудник посольства СССР в Румынии.
- В 1950—1952 годах — сотрудник миссии СССР в Албании.
- В 1952—1954 годах — сотрудник центрального аппарата МИД СССР.
- В 1954—1957 годах — сотрудник посольства СССР во Франции.
- В 1957—1958 годах — сотрудник центрального аппарата МИД СССР.
- В 1958—1960 годах — сотрудник Европейского отделения ООН в Женеве.
- В 1960—1962 годах — сотрудник центрального аппарата МИД СССР.
- В 1962—1964 годах — советник посольства СССР в Гвинее.
- В 1965—1968 годах — на ответственной работе в центральном аппарате МИД СССР.
- С 17 августа 1968 по 11 ноября 1969 года — чрезвычайный и полномочный посол СССР в Дагомее[1].
- В 1969—1978 годах — на ответственной работе в центральном аппарате МИД СССР.

## Награды
- Орден «Знак Почёта» (22 октября 1971)[2]